# Martín Echegoyen
Martín Recaredo Echegoyen (Montevideo, 4 aprile 1891 – Montevideo, 18 maggio 1974) è stato un politico uruguaiano.
È stato Presidente del Consiglio nazionale di governo (carica che sostituì quella della Presidenza della Repubblica) dal 1º marzo 1959 al 1º marzo 1960.